# Leslie Davis
Pour les articles homonymes, voir Davis.
Leslie A. Davis, né en 1876 et mort en 1960, est un diplomate américain en poste dans l'Empire ottoman entre 1914 et 1917.
Il est connu pour avoir été l'un des témoins du génocide arménien.

## Biographie
De 1909 à 1911 Davis fut avocat à New York. Il débuta par la suite sa carrière diplomatique par Batoumi puis il voyagea à travers l'Ouzbékistan et le Caucase. De 1914 à 1917, il est consul américain à Harput. En mai 1918, il devient le représentant américain à Arkhangelsk, puis il s'installe à Helsinki.

## Témoin du génocide arménien
Leslie Davis est consul à Harput, dans le vilayet de Mamouret-ul-Aziz. Au début de la Première Guerre mondiale, il est sur le point de partir en congés en Amérique quand il reçoit la consigne de retourner à son poste pour veiller aux intérêts des ressortissants américains sur place : cette région pauvre et reculée n'a aucune activité économique notable mais elle abrite plusieurs écoles chrétiennes et elle est un des points de départ de la diaspora arménienne aux États-Unis. Davis est le seul diplomate étranger dans cette région, ses plus proches collègues étant les consuls américain et allemand à Alep. Au cours de l'année 1915, il voit arriver dans la région plusieurs convois d' Arméniens expulsés de leurs régions d'origine, les uns pour être ensuite déportés vers Deir ez-Zor, les autres égorgés dans la région de Harput. Après la guerre, ses télégraphes et son rapport final sont publiés sous le titre : The Slaughterhouse Province: An American Diplomat's Report on the Armenian Genocide, 1915-1917 [traduction française : La Province de la mort, Complexe, 1994, préface d'Yves Ternon].

## Œuvre
- (en) Leslie A. Davis, The Slaughterhouse Province: An American Diplomat's Report on the Armenian Genocide, 1915-1917, Aristide D. Caratzas, 1989  (ISBN 978-0892414581), 216 p., traduction française Leslie Davis (trad. Anne Terre, préf. Yves Ternon), La Province de la mort, Complexe, 1994, 242 p.  (ISBN 978-2870275238)